# Imperium Galaktyczne (cykl Fundacja)

Symbol Imperium Galaktycznego - statek kosmiczny na tle promienistego słońca.

Imperium Galaktyczne – fikcyjne państwo występujące w Fundacji (cyklu powieści science fiction autorstwa Isaaca Asimova), obejmujące zasięgiem swojej władzy obszar całej Galaktyki, w tym 25 milionów zamieszkanych światów.
Asimovska idea Imperium Galaktycznego inspirowana była przede wszystkim historią imperium rzymskiego i jego upadku. W szczególności widać tu fascynację autora procesem rozkładu tak gigantycznego tworu politycznego. Proces ten, choć nieuchronny, trwa przez setki lat, co sprawia, że przejawy zmierzchu Imperium są na początku nieoczywiste.
Osią fabuły cyklu „Fundacja” są dzieje Fundacji Encyklopedycznej, powołanej na wniosek Hariego Seldona. Według jego przewidywań, po całkowitym rozkładzie Imperium ma nastąpić tzw. okres barbarzyństwa. Celem Fundacji Encyklopedycznej jest zminimalizowanie czasu trwania tego okresu – z 30 tysięcy do jednego tysiąca lat. Po upływie tego czasu ma zostać powołane Drugie Imperium Galaktyczne.